# Bill Horr
Marquis Franklin „Bill” Horr (Munnsville, Madison megye, 1880. május 2. – Syracuse, New York, 1955. július 1.) amerikai olimpiai ezüstérmes és bronzérmes diszkoszvető, atléta, kötélhúzó, amerikaifutball-játékos.
Az 1908. évi nyári olimpiai játékokon indult kötélhúzásban. Rajtuk kívül még három brit rendőrségi és egy svéd válogatott indult. A negyeddöntőben a brit liverpooli rendőr csapattól kaptak ki és így végert ért számukra a küzdelem.
1908-ban indult még négy atlétikai dobószámban: diszkoszvetésben ezüstérmes lett, antik stílusú diszkoszvetésben pedig bronzérmes. Súlylökésben és kalapácsvetésben nem nyert érmet.
Az egyetem alatt országos válogatott volt amerikai futballban és később beválasztották az Egyetemi Hírességek Csarnokába is. Jogot tanult és jogászként dolgozott valamint edző is volt.